# Wohn- und Wirtschaftsgebäude Im Dorf 30

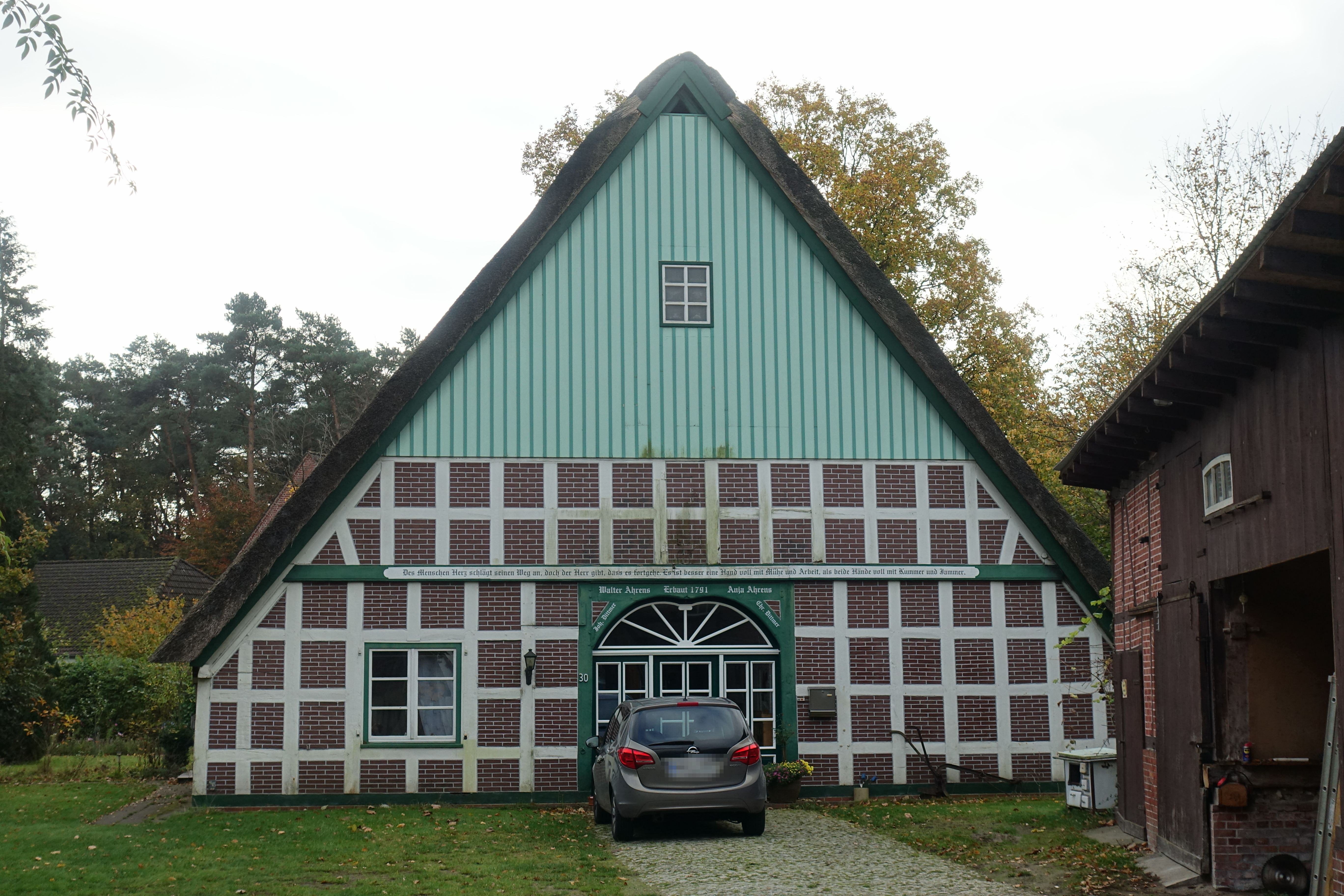
Nordfassade (2022)

Das Wohn- und Wirtschaftsgebäude Im Dorf 30 in der niedersächsischen Gemeinde Heeslingen, Ortsteil Weertzen, wurde am Ende des 18. Jahrhunderts erbaut. Aktuell (2025) wird es zum Wohnen genutzt.
Das Gebäude steht unter Denkmalschutz (siehe auch Liste der Baudenkmale in Heeslingen).

## Geschichte und Beschreibung
Weertzen wurde erstmals 986 als Uuiredeshusun erwähnt, liegt 4–5 km südöstlich vom Kernort Heeslingen und gehört seit 1974 zur heutigen Samtgemeinde Zeven im Landkreis Rotenburg (Wümme).
Das eingeschossige, giebelständige Zweiständer-Hallenhaus in gleichmäßigem Fachwerk mit Steinausfachungen, reetgedecktem Satteldach, regionaltypischen senkrechten Verbretterungen in den oberen Giebeldreiecken und später verglaster Grooter Door mit Korbbogen, wurde im Kern 1791 (Inschrift) erbaut. Der Dielenbereich wurde verändert.
Das Landesdenkmalamt befand u. a.: „… ortsgeschichtlicher, gebäudetypischer, orts- und hofbildprägender Zeugniswert ….“